# ازکیل گارای
ازکیِل مارسلو گارای گونسالس (اسپانیایی: Ezequiel Marcelo Garay González‎؛ زادهٔ ۱۰ اکتبر ۱۹۸۶) بازیکن فوتبال سابق اهل آرژانتین است.

## والنسیا
او در سال ۲۰۱۶ با قراردادی به ارزش ۲۰ میلیون یورو به والنسیا پیوست و توانست در اولین بازی خودش برای این تیم گل بزند.او در فوریه ۲۰۲۰ بخاطر یک مصدومیت از ناحیه زانوی راست به مدت ۶ ماه از میادین دور بود.در همان سال از باشگاه والنسیا درخواست کرد تا قرارداد او را فسخ کنند تا بازیکن دیگری فرصت بازی کردن پیدا کند.

## دوران تیم ملی
او در فهرست ۲۳ نفره آرژانتین برای جام جهانی ۲۰۱۴ حضور داشت و توانست در بازی با بوسنی و هرزگوین فرصت بازی پیدا کند.او در بازی بعدی در خط دفاعی بصورت فیکس حضور داشت و توانست با پنالتی که در ضربات پنالتی برابر هلند به دست آورد آرژانتین را بعد از ۲۴ سال به فینال جام جهانی فرستاد.او در بازی فینال هم در ترکیب آرژانتین قرار داشت ولی آرژانتین آن بازی را ۱-۰ باخت تا او و تیمش با مدال نقره برزیل را ترک کنند.نام او در لیست آرژانتین برای کوپا آمریکا ۲۰۱۵ دیده میشد که او آخرین بازی اش را در انجام داد و دیگر به تیم ملی آرژانتین دعوت نشد.